# John Davies (pływak)
John Griffith Davies (ur. 17 maja 1929 w Willoughby, zm. 24 marca 2020 w Pasadenie) – australijski pływak specjalizujący się w stylu klasycznym i motylkowym, mistrz olimpijski (1952). 

## Kariera pływacka
W 1948 roku reprezentował Australię na igrzyskach olimpijskich w Londynie, gdzie na dystansie 200 m stylem klasycznym zajął czwarte miejsce.
Cztery lata później, podczas igrzysk olimpijskich w Helsinkach zdobył w tej konkurencji złoty medal. W finale czasem 2:34,4 pobił także rekord olimpijski.
W 1984 roku Davis został wprowadzony do International Swimming Hall of Fame.